# Hashomer Hatzair

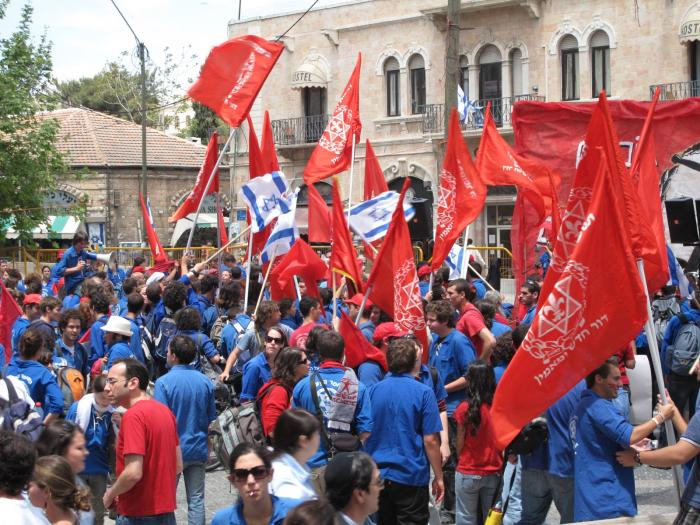
1 mei demonstratie 2009 te Jerusalem

Hashomer Hatzair (Hebreeuws: הַשּׁוֹמֵר הַצָּעִיר) is een socialistische zionistische jeugdbeweging die opgericht is in 1913 in Centraal-Europees Galicië. De beweging steunt op drie pilaren: jodendom, zionisme en socialisme. Ze heeft aan de oorsprong gestaan van de kibboets-beweging in Israël. Hashomer Hatzair had tot 1948 een eigen politieke partij in Israël. Deze ging in dat jaar op in de in 1997 opgeheven socialistische Mapam-partij.
Anno 2012 telt de beweging meer dan 7000 leden in zestien landen, onder andere de Verenigde Staten, Canada, Israël, Frankrijk, België en Nederland. In de jaren 50, 60 en 70 had Hashomer Hatzair in Nederland afdelingen in Amsterdam en Rotterdam. Heden ten dage is er een kleine vestiging in Maastricht.
Shomrim (leden) worden gekenmerkt door het blauwe arbeidershemd met het witte draadje door de knoopsgaten bij de hals.